# Mehranguiz Manoutchehrian
Mehranguiz Manoutchehrian (1906 – 5 de julio de 2000) fue una abogada, feminista y primera senadora mujer iraní, ocupó el cargo durante el régimen de Mohammad Reza Pahlevi, último Sha de Irán. Promotora de los derechos humanos de las mujeres, fue una de las primeras galardonadas con el Premio de Derechos Humanos de las Naciones Unidas en 1968, un reconocimiento otorgado por la Organización de las Naciones Unidas a las personas y organizaciones que hayan realizado aportes significativos en «la promoción y protección de los derechos humanos y las libertades fundamentales», lo cual le dio reconocimiento a nivel internacional. Presidente de la Federación Internacional de Abogadas (FIDA) en 1969, se encargó de hacer traducir al persa la Declaración Universal de Derechos Humanos en 1971, para más adelante distribuirla por todo el país.